# NGC 4257
NGC 4257 في الفهرس العام الجديد، هي مجرة، تقع في كوكبة العذراء. اكتشفت في 21 أبريل 1862 بواسطة هاينريش لويس دريست.

## روابط خارجية
- NGC 4257 على موقع ويكي سكاي: DSS2, SDSS, GALEX, IRAS, Hydrogen α, X-Ray, Astrophoto, Sky Map, Articles and images